# Too Darn Hot
Too Darn Hot, né en 2016, est un cheval de course pur-sang anglais. 

## Carrière de courses
Poulain de très grande origine (par Dubawi et Dar Re Mi), Too Darn Hot aurait certainement fait flamber les enchères si une blessure ne l'avait empêché de se présenter aux ventes de yearlings,. C'est donc sous les couleurs de son éleveur, le musicien Andrew Lloyd Webber, et l'entraînement de John Gosden, que le poulain débute à Sandown, laissant une forte impression puisqu'il s'impose par sept longueurs. Confirmation trois semaines plus tard, avec un nouveau succès facile, par quatre longueurs, dans un groupe 3. Too Darn Hot grimpe sans difficulté l'échelle des course de groupe en s'imposant dans les Champagne Stakes devant Phoenix of Spain, puis les Dewhurst Stakes, souvent considérés comme la finale pour les meilleurs 2 ans anglais et irlandais. Il y offre un premier succès à son jockey Frankie Dettori, qui ne tarit pas d'éloges à son sujet. Quatre courses, quatre victoires, toutes aisées, Too Darn Hot est naturellement élu 2 ans de l'année en Europe, et grand favori des 2000 Guinées.    
Pressenti pour une rentrée au printemps 2019 dans les Greenham Stakes, une préparatoire aux Guinées, Too Darn Hot subit un contretemps médical et manque le classique de Newmarket. Il rentre finalement mi-mai dans les Dante Stakes, une préparatoire pour le Derby d'Epsom, où il connaît pour la première fois le goût de la défaite, battu par Telecaster et, sans aucun doute, une distance excédant ses dispositions. De retour sur le mile seulement une semaine plus tard (une anomalie de nos jours, où les chevaux courent rarement à moins de trois semaines), il tente de rattraper le temps perdu en défiant au départ des 2000 Guinées Irlandaises le vainqueur des Guinées, Magna Grecia. Mais il subit la loi de Phoenix of Spain, qu'il avait pourtant devancé à 2 ans, finissant deuxième bien battu, tandis que Magna Grecia termine à près de six longueurs du gagnant. Cette génération se cherche un leader et dans les St. James's Palace Stakes, où Phoenix of Spain et Too Darn Hot se retrouvent, un nouveau prétendant surgit, Circus Maximus, un excellent miler en devenir qui rafle la mise devant King of Comedy, un autre Gosden, et Too Darn Hot, Phoenix of Spain terminant sixième. Après trois accessits, Too Darn Hot décroche enfin son premier succès à 3 ans en France, dans le Prix Jean Prat, où il se défait avec brio d'un autre 3 ans appelé à se forger un solide palmarès, Space Blues. De tous ces poulains, Too Darn Hot était sans doute le meilleur, car au cœur de l'été, dans les Sussex Stakes, il bat les chevaux d'âge et en profite pour prendre sa revanche sur Circus Maximus, Phoenix of Spain étant sixième. Le voilà programmé pour la Breeders' Cup Mile mais l'histoire n'ira pas plus loin : une semaine après sa victoire à Goodwood, son entourage annonce que le poulain s'est blessé et rentre au haras. Too Darn Hot se voit néanmoins sacré en fin d'année meilleur 3 ans européen de l'année, réussissant ainsi un rare doublé dans les Cartier Racing Awards, que seuls avant lui New Approach et Frankel avaient réussi.    

### Résumé de carrière
| Date          | Hippodrome  | Pays        | Course                    | Statut      | Distance    | Jockey            | Place       | Écart       | Vainqueur ou deuxième |
| 2018, 2 ans   | 2018, 2 ans | 2018, 2 ans | 2018, 2 ans               | 2018, 2 ans | 2018, 2 ans | 2018, 2 ans       | 2018, 2 ans | 2018, 2 ans | 2018, 2 ans           |
| ------------- | ----------- | ----------- | ------------------------- | ----------- | ----------- | ----------------- | ----------- | ----------- | --------------------- |
| 9 août        | Sandown     | Royaume-Uni | Maiden                    | Class 5     | 1 600 m     | Lanfranco Dettori | 1er / 5     | 7           | Rowland Ward          |
| 1er septembre | Sandown     | Royaume-Uni | Solario Stakes            | Gr. 3       | 1 400 m     | Lanfranco Dettori | 1er / 8     | 4           | Arthur Kitt           |
| 15 septembre  | Doncaster   | Royaume-Uni | Champagne Stakes          | Gr. 2       | 1 400 m     | Lanfranco Dettori | 1er / 6     | 1 ¾         | Phoenix of Spain      |
| 13 octobre    | Newmarket   | Royaume-Uni | Dewhurst Stakes           | Gr. 1       | 1 400 m     | Lanfranco Dettori | 1er / 7     | 2 ¾         | Advertise             |
| 2019, 3 ans   |             |             |                           |             |             |                   |             |             |                       |
| 16 mai        | York        | Royaume-Uni | Dante Stakes              | Gr. 2       | 2 050 m     | Lanfranco Dettori | 2e / 8      | 1           | Telecaster            |
| 25 mai        | Curragh     | Irlande     | Irish 2000 Guineas        | Gr. 1       | 1 600 m     | Lanfranco Dettori | 2e / 14     | 3           | Phoenix of Spain      |
| 18 juin       | Ascot       | Royaume-Uni | St. James's Palace Stakes | Gr. 1       | 1 600 m     | Lanfranco Dettori | 3e / 11     | 1           | Circus Maximus        |
| 7 juillet     | Deauville   | France      | Prix Jean Prat            | Gr. 1       | 1 400 m     | Lanfranco Dettori | 1er / 12    | 3           | Space Blues           |
| 31 juillet    | Goodwood    | Royaume-Uni | Sussex Stakes             | Gr. 1       | 1 600 m     | Lanfranco Dettori | 1er / 8     | 1/2         | Circus Maximus        |

## Au haras
Doté d'un papier exceptionnel, Too Darn Hot suscite beaucoup d'attente pour sa seconde carrière, et pour sa première année de monte il est proposé à £ 50 000. Il ne tarde pas à justifier son tarif, qui en retour grimpe à £ 90 000 en 2025. Il fait également la monte en Australie, où ses services sont facturés à Aus$ 275 000. Il est le père de (avec entre parenthèses le père de mère) : 
- Fallen Angel (Lawman) : Moyglare Stud Stakes, Irish 1000 Guineas, Prix Rothschild.
- Broadsiding (Street Cry) : ATC Champagne Stakes, J.J. Atkins, Golden Rose Stakes, Rosehill Guineas.
- Hotazhell (Danehill Dancer) : Futurity Trophy.
- Tornado Alert (Kingmambo) : Grosser Dayllmar-Preis.

## Origines
Too Darn Hot est l'un des nombreux champions engendrés par Dubawi, l'un des meilleurs étalons au monde, et l'un des plus chers (£ 350 000 la saillie en 2023). Quant à sa mère, Dar Re Mi, elle a su faire honneur à ses origines prestigieuse (sa mère, lauréate du Prix Vermeille, n'est autre que la sœur de Darshaan), non seulement sur les pistes, puisqu'elle remporta les Pretty Polly Stakes, les Yorkshire Oaks le Dubaï Sheema Classic et se classa troisième de la Breeders' Cup Turf et cinquième du Prix de l'Arc de Triomphe, mais aussi au haras, en s'y montrant une excellente poulinière.

### Pedigree
| Origines de Too Darn Hot (GB), mâle bai né en 2016 | Origines de Too Darn Hot (GB), mâle bai né en 2016 | Origines de Too Darn Hot (GB), mâle bai né en 2016 | Origines de Too Darn Hot (GB), mâle bai né en 2016 |
| -------------------------------------------------- | -------------------------------------------------- | -------------------------------------------------- | -------------------------------------------------- |
| Père Dubawi 2002                                   | Dubai Millennium 1996                              | Seeking the Gold                                   | Mr. Prospector                                     |
| Père Dubawi 2002                                   | Dubai Millennium 1996                              | Seeking the Gold                                   | Con Game                                           |
| Père Dubawi 2002                                   | Dubai Millennium 1996                              | Colorado Dancer                                    | Shareef Dancer                                     |
| Père Dubawi 2002                                   | Dubai Millennium 1996                              | Colorado Dancer                                    | Fall Aspen                                         |
| Père Dubawi 2002                                   | Zomaradah 1995                                     | Deploy                                             | Shirley Heights                                    |
| Père Dubawi 2002                                   | Zomaradah 1995                                     | Deploy                                             | Slightly Dangerous                                 |
| Père Dubawi 2002                                   | Zomaradah 1995                                     | Jawaher                                            | Dancing Brave                                      |
| Père Dubawi 2002                                   | Zomaradah 1995                                     | Jawaher                                            | High Tern                                          |
| Mère Dar Re Mi 2005                                | Singspiel 1992                                     | In The Wings                                       | Sadler's Wells                                     |
| Mère Dar Re Mi 2005                                | Singspiel 1992                                     | In The Wings                                       | High Hawk                                          |
| Mère Dar Re Mi 2005                                | Singspiel 1992                                     | Glorious Song                                      | Halo                                               |
| Mère Dar Re Mi 2005                                | Singspiel 1992                                     | Glorious Song                                      | Ballade                                            |
| Mère Dar Re Mi 2005                                | Darara 1983                                        | Top Ville                                          | High Top                                           |
| Mère Dar Re Mi 2005                                | Darara 1983                                        | Top Ville                                          | Sega Ville                                         |
| Mère Dar Re Mi 2005                                | Darara 1983                                        | Delsy                                              | Abdos                                              |
| Mère Dar Re Mi 2005                                | Darara 1983                                        | Delsy                                              | Kelty (famille 13-c)                               |